# Sila (Génesis)
Sila, Zila o Silá (en hebreo צִלָּה , "sombra") es un personaje femenino mencionado en la Biblia, en el Génesis.

## Familia
Fue la segunda esposa de Lamec, hijo de Metusael, y madre de Tubalcaín y de Naamá.

"Lamec tomó dos esposas, una fue Adá, la otra, Sila. [...] 

Sila dio a luz a Tubalcaín, que fue herrero y forjador de toda clase de herramientas de bronce y de hierro. Tubalcaín tuvo una hermana que se llamaba Naamá."
Génesis 4:19, 22

Según el Libro de Jaser, ella y su hermana Adá son hijas de Cainán.